# Saint-Martin-de-Londres
Saint-Martin-de-Londres este o comună în departamentul Hérault din sudul Franței. În 2009 avea o populație de 2.267 de locuitori.

## Evoluția populației
| An        | 1975 | 1982  | 1990  | 1999  | 2006  | 2009  |
| --------- | ---- | ----- | ----- | ----- | ----- | ----- |
| Populație | 720  | 1.065 | 1.623 | 1.894 | 2.126 | 2.267 |